# 송아량
송아량(1978년 6월 15일~)은 대한민국의 정치인이다. 제10대 서울특별시의회 의원과 오기형 국회의원 보좌관으로 활동했다.
1978년 6월 15일 전북특별자치도 고창군 흥덕면에서 태어났다. 전주교육대학교 군산부설초등학교에 입학 후 서울특별시 도봉구로 이주해 서울방학초등학교, 도봉중학교, 노원고등학교를 졸업했다. 이후 서울시립대학교 도시과학대학원에서 도시행정학 석사 학위를 취득했으며, 서울과학기술대학교 철도전문대학원에서 철도안전공학 석사과정 중이다. 한성대학교 대학원에서는 행정학 박사과정을 수료했다.
2014년 제6회 전국동시지방선거에 새정치민주연합 서울특별시의회 의원 후보로 도봉구 제3선거구에 출마하였으나, 당내경선에서 패해 공천을 받지 못했다. 이후 더불어민주당 전국청년위원회 부위원장, 서울특별시 청년자문관을 지냈다.
이후 더불어민주당 중앙당 선거관리위원을 지냈으며, 2018년 제7회 전국동시지방선거에 더불어민주당 서울특별시의회 의원 후보로 도봉구 제4선거구로 출마하여 당선되었다. 
또한 문재인 대통령직속 국가균형발전위원회 국민소통특별위원을 지냈으며, 2022년 제8회 전국동시지방선거에서도 더불어민주당 서울특별시의회 의원 후보로 같은 선거구에 출마하였으나 낙선하였다.
이후 오기형 국회의원 보좌관으로 활동했다.

## 경력
- 오기형 국회의원 보좌관
- 제10대 서울특별시의회 교통위원회 위원[2][3][4][5]
- 제10대 서울특별시의회 운영위원회 위원
- 제10대 서울특별시의회 정책위원회 위원
- 제10대 서울특별시의회 동북권역교통발전특별위원회 부위원장
- 제10대 서울특별시의회 청년정책특별위원회 부위원장[6]
- 제10대 서울특별시의회 예산결산특별위원회 위원
- 제10대 서울특별시의회 결산검사위원
- 대통령직속 국가균형발전위원회 국민소통특별위원회 위원
- 더불어민주당 중앙당 선거관리위원회 위원
- 더불어민주당 전국청년위원회 부위원장
- 서울특별시 청년자문관

## 역대 선거 결과
|  | 58.7% |

|  | 46.64% |

## 수상
- 2022 더불어민주당 당대표 1급 포상
- 2021 전국지방의회 친환경 최우수의원상
- 2021 제4회 내 삶을 바꾸는 생활정책대상
- 2021 제11회 우수의정대상
- 2021 제4회 대한민국 위민의정대상 우수상
- 2020 제7회 한국경제문화대상
- 2020 지방의원 매니페스토 약속대상 우수상
- 2020 제3회 내 삶을 바꾸는 생활정책대상
- 2020 대한민국 지방자치평가 의정대상
- 2020 한국인터넷기자상 지방의정상
- 2019 제7회 대한민국 사회발전공헌대상
- 2019 지방자치단체 의정활동평가대상
- 2019 제12회 지방자치 의정대상
- 2019 제2회 내 삶을 바꾸는 깨알정책대상[7]
- 2018 행정사무감사 우수의원상[8]
- 2017 더불어민주당 당대표 1급 포상
- 2016 더불어민주당 당대표 1급 포상
- 2015 새정치민주연합 당대표 1급 포상